# 유고슬라비아의 선거
유고슬라비아에서는 1918년 수립부터 1992년 붕괴까지 지방자치체, 지방, 공화국, 연방 차원에서 선거가 실시되었다.

## 역사

### 전간기 (1918년~1941년)
유고슬라비아 왕국의 첫 번째 선거는 세르브인 크로아트인 슬로벤인 임시 국가 대표부를 위한 선거였다 (이 선거에 앞서 보이보디나와 몬테네그로에서 지방 의회를 위한 선거를 포함한 구 오스트리아-헝가리 국회를 위한 지방 선거가 실시되었다). 1920년, 1923년, 1925년, 1927년에 의회 선거가 실시되었고, 1931년에는 새로운 헌법에 따라 사실상의 하원과 상원이 도입되었다 (상원은 국회 옆에 있었음). 1931년 선거는 단일 노선 독재 하에서 진행되었기 때문에 자유롭지 못했고, 1935년과 1938년 선거는 제한적인 기본 민주주의 원칙 하에서 치러졌다.

### 제2차 세계 대전 이후 (1945년~1974년)
유고슬라비아는 1941년에 추축국에 의해 점령되고 해체되었다. 전쟁 후, 1945년 첫 번째 의회 선거는 두 가지 정치적 선택지 사이에서 치러졌다. 하나는 유고슬라비아 공산당의 주도 아래 전쟁 이전 거의 모든 주요 정당의 연합인 인민전선이었고, 하나는 이에 반대하는 세력이었다. 이 선거는 유고슬라비아에서 처음으로 여성의 선거권을 인정받은 것이었다. 이 선거에서 거의 경쟁자 없이 당선된 유고슬라비아 공산당은 1946년 군주제를 폐지하고, 나라를 연방공화국으로 전환하는 새로운 헌법을 공포하였다. 공산당은 그후로 권력을 공고히 했으며, 다당제 선거를 종식시키고 일당제 국가를 수립하였다.
이후 선거에 출마한 후보자들은 형식적으로는 무당파 후보로서 유고슬라비아 인민전선에 의해서만 추천되었다. 원래는 유권자들에게 한 명의 후보만이 추천되었다. 유고슬라비아 연방인민공화국의 두 번째 의회 선거는 1950년에 치러졌다. 1953년 9월 9일에 새로운 연방 선거법이 도입되었고, 이 법은 선거구 단위, 각 공화국 의회의 의원 수, 후보자 요건 (정당 소속 제외) 등을 정의하였다. 또한 유권자들에게 추천된 후보자 수도 1명을 초과할 수 있도록 허용하여 경쟁 선거가 가능하도록 하였다. 이러한 종류의 선거는 1953년, 1958년, 1963년, 1969년, 1974년, 1978년, 1982년, 1986년, 1989년에 실시되었다.

### 탈중앙화 (1974년~1990년)

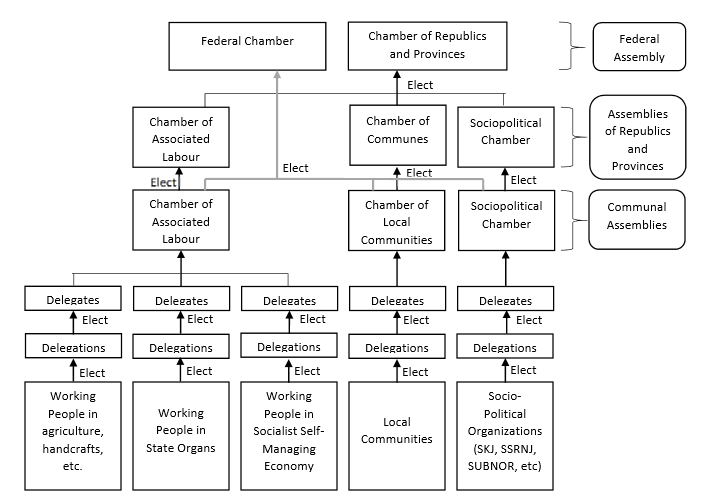
1974년부터 1990년까지 유고슬라비아의 선거 제도를 보여주는 다이어그램

1974년부터 국가가 해체된 1990년부터 1992년까지, 의회는 양원제였으며 4년 임기로 선출되는 연방 의회와 공화국 의회로 구성되었다.
연방 의회는 유고슬라비아 노동자 사회주의동맹을 통한 복잡한 간접 대표 제도를 통해 선출되었다. 연방 의회는 220명의 의원으로 구성되었다. 의원은 6개 공화국 (각 공화국당 30명)과 2개 자치주 (각 자치주당 20명)에서 선출되었다.
공화국 의회는 88명의 의원으로 구성되었다. 의원은 6개 공화국의 의회 (각각 12명의 의원)와 2개 자치주의 의회 (각각 8명의 의원)에서 선출되었다. 이후 의원은 자신의 의회와 공화당 의회에서 이중으로 임무를 수행하게 된다.
선거가 끝나면 양 의회의 합동 회의에서 4년 임기의 새로운 연방 집행 평의회를 투표로 선출하게 된다.
1990년에 예정된 정기 연방 선거는 국가가 해체되기 전까지 한 번도 실시되지 않았다. 1990년대를 거치며 각 구성 공화국은 공산주의자동맹 이외의 정당을 허용하는 민주적 헌법을 채택하였고, 이후 다당제 선거를 실시하였다. 복잡한 정치 체제로 인해 새로운 민주적 선거 제도에 대한 합의는 대통령직 (공화국을 대표하며, 일부는 공개적으로 독립 운동을 벌이고, 일부는 유고슬라비아 개혁에 대한 관심이 없었음), 집행 평의회 (내부적으로 개혁에 대한 반대 의견이 있었음), 그리고 구 공산주의자동맹 간부들로 구성된 의회 자체에서 합의될 수 없었다.
| 년도   | 연방 의회         | 공화국 의회   | 연방 대통령직 | 연방 집행 평의회 | 유고슬라비아 공산당/공산주의자동맹 중앙위원회 |
| ------ | ----------------- | ------------- | ------------- | ---------------- | --------------------------------------------- |
| 1974년 | 3월 16일~4월 29일 | ~5월 10일     | 5월 15일      | 5월 15일         | 5월 27일~30일 (10차)                          |
| 1978년 | 3월 10일~4월 29일 | ~5월 10일     |               | 5월 15일         | 6월 20일~23일(11차)                           |
| 1979년 |                   |               | 5월 15일      |                  |                                               |
| 1982년 | 3월 10일~4월 21일 | ~5월 10일     |               | 5월 15일         | 6월 26일~29일 (12차)                          |
| 1984년 |                   |               | 5월 15일      |                  |                                               |
| 1986년 | 3월 10일~4월 21일 | ~5월 10일     |               | 5월 15일         | 6월 25일~28일 (13차)                          |
| 1989년 |                   |               | 5월 15일      | 3월 16일         |                                               |
| 1990년 | 개최되지 않음     | 개최되지 않음 |               |                  | 1월 20-22일 (14차)                            |

### 유고슬라비아의 붕괴와 여파
1990년 공산주의의 몰락과 함께 다당제가 다시 도입되었다. 이러한 선거는 각 구성 공화국에서 실시되었다:
- 1990년 보스니아 지방 선거
- 1990년 보스니아 총선거 (11월 18일과 12월 2일)
- 1990년 크로아티아 의회 선거 (4월 22일과 5월 6일)
- 1990년 마케도니아 의회 선거 (11월 11일과 25일)
- 1990년 몬테네그로 지방 선거
- 1990년 몬테네그로 총선거 (12월 9일)
- 1990년 세르비아 총선거 (12월 9일과 23일)
- 1990년 슬로베니아 의회 선거 (4월 8일과 12일)
- 1990년 슬로베니아 대통령 선거 (4월 8일)

결과에 따르면, 당시 연방 차원에서 유고슬라비아 공산주의자동맹에 대한 전 회원국의 지지는 35~40% 사이였다.
세르비아와 몬테네그로는 유고슬라비아가 붕괴된 후에도 함께 남았고, 2003년까지 그 이름을 유지했으며, 2006년 몬테네그로가 독립하면서 유고슬라비아의 마지막 잔해도 끝이 났다.

## 같이 보기
- 몬테네그로의 선거
- 보스니아 헤르체고비나의 선거
- 북마케도니아의 선거
- 세르비아의 선거
- 슬로베니아의 선거
- 코소보의 선거
- 크로아티아의 선거
- 자그레브 시장 목록
- 베오그라드 시장